# Rowley Shoals
Rowley Shoals är en grupp av tre atoll-liknande korallrev i Australien. Det ligger i delstaten Western Australia, i den nordvästra delen av landet, 3 600 km nordväst om huvudstaden Canberra. 
De enskilda reven heter Imperieuse Reef, Clerke Reef (även kallat Minstrel Shoal) och Mermaid Reef.